# باديا تيدالدا (إيطاليا)
باديا تيدالدا هي كومونا في مقاطعة أريتسو في منطقة توسكانا الإيطالية وتقع على بعد حوالي 80 كيلومترًا (50 ميلًا) شرق مدينة فلورنسا وايضا على بعد حوالي 35 كيلومتر (22 ميل) شمال شرق أريتسو فاثنان من فراتسيوني ، سانتا صوفيا ماريشيا وسيكونيا اللتان تشكلان معزلاً (كا رافايللو) في مقاطعة أريتسو.